# Pfarrkirche Fresach

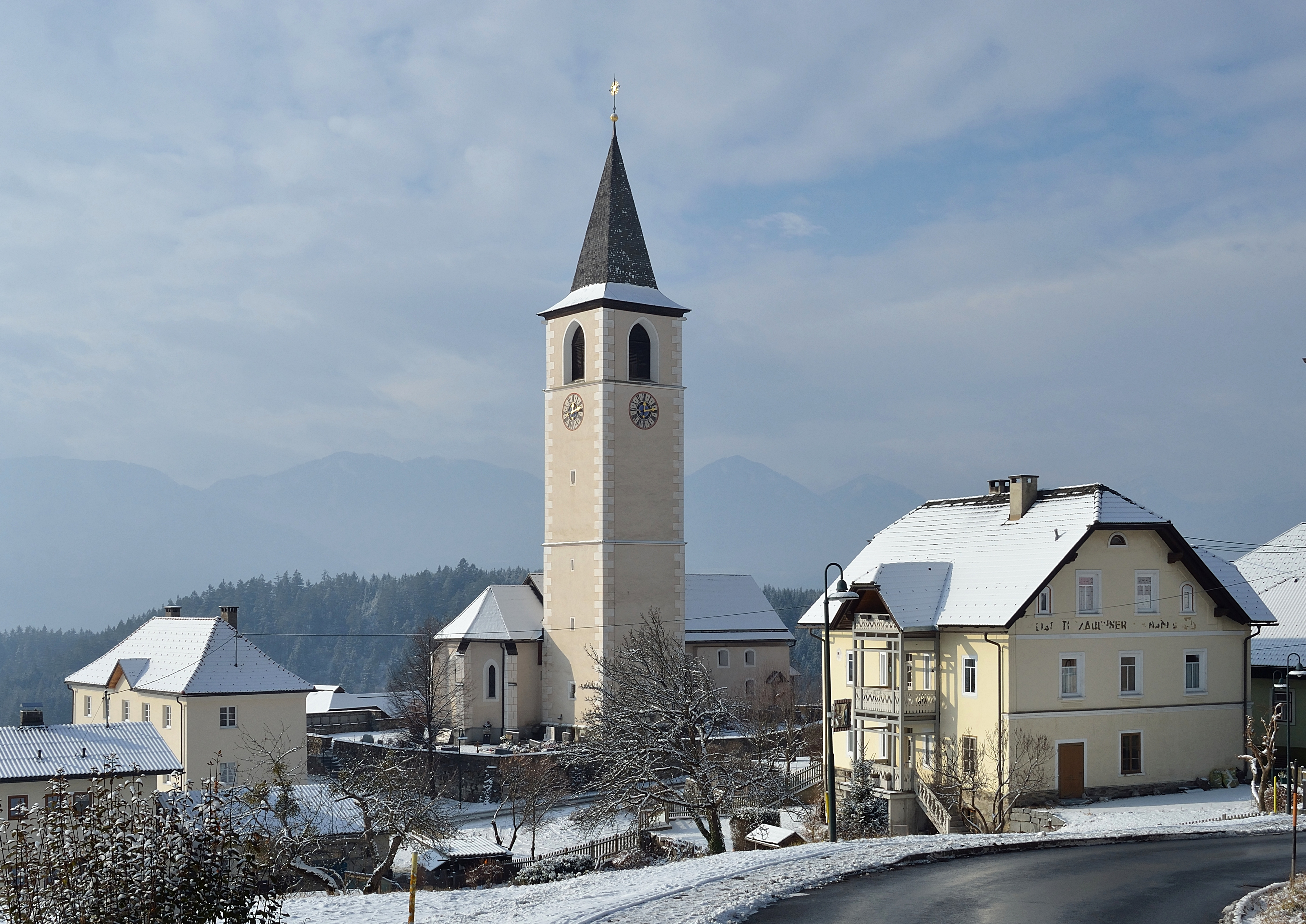
Katholische Pfarrkirche hl. Blasius in Fresach

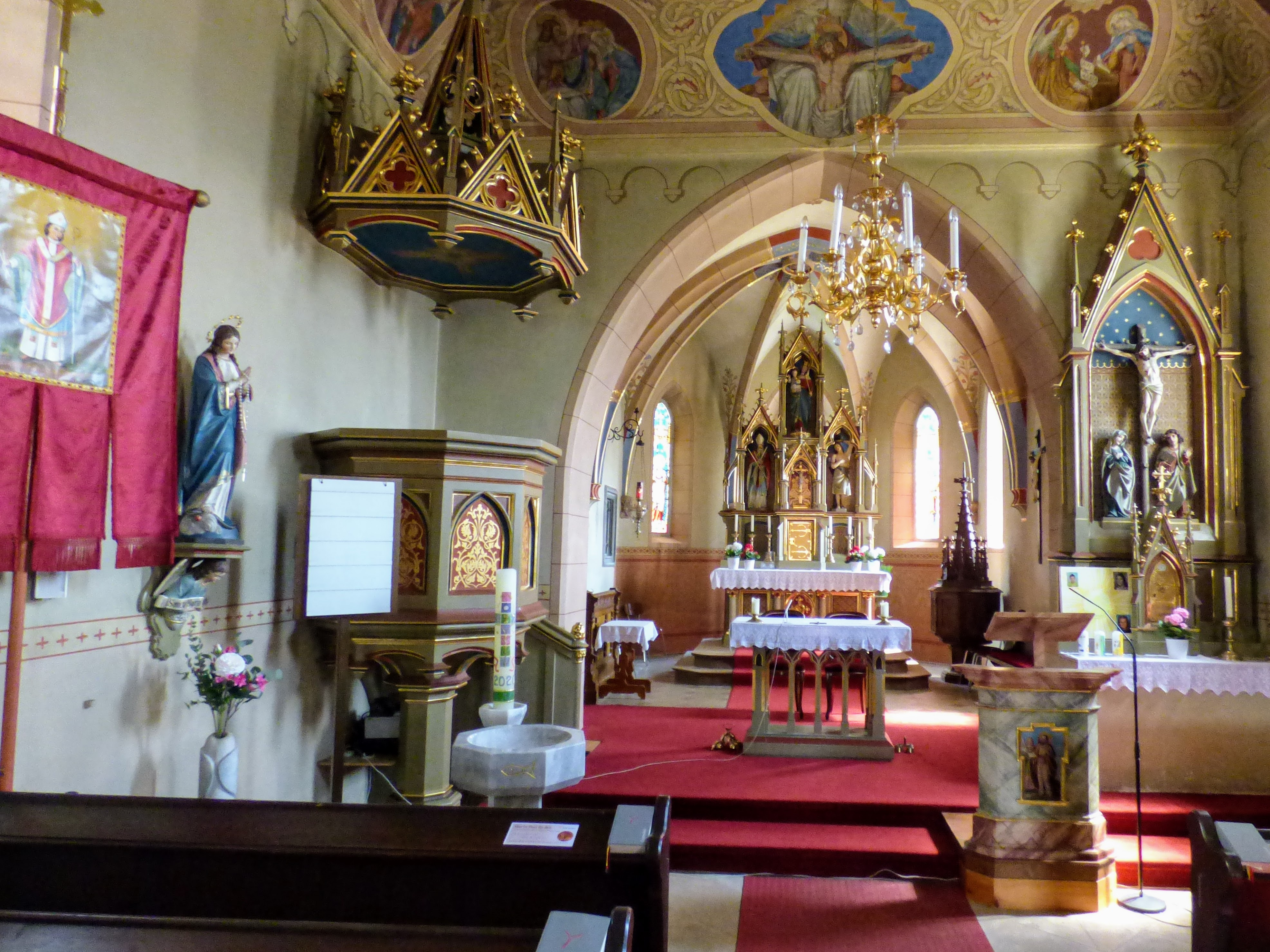
Langhaus, Blick zum Chor

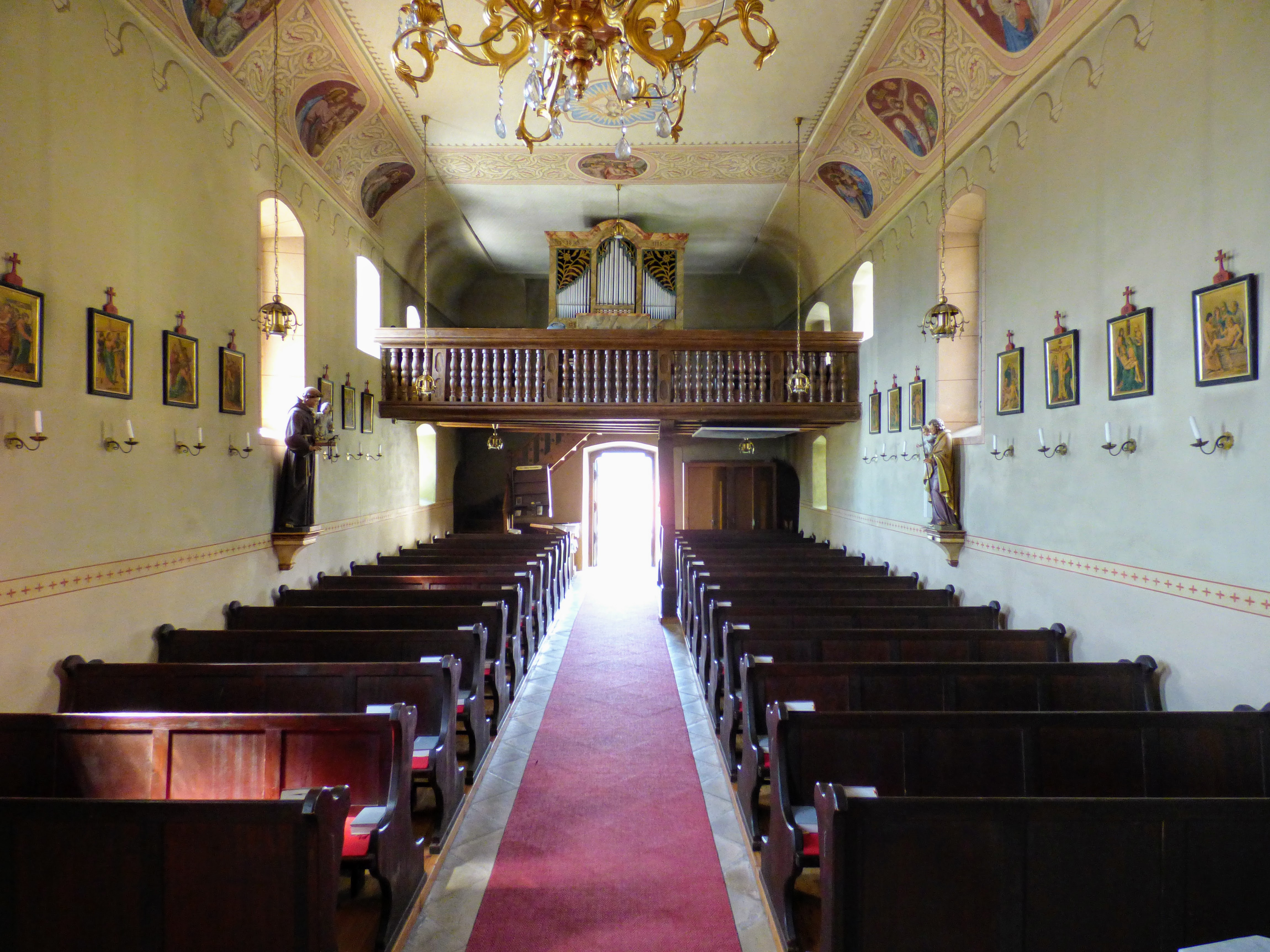
Langhaus, Blick zur Empore

Die römisch-katholische Pfarrkirche Fresach steht in beherrschender Lage in einem ehemals befestigten Friedhof in der Gemeinde Fresach im Bezirk Villach-Land in Kärnten. Die dem Patrozinium des Heiligen Blasius von Sebaste unterstellte Kirche gehört zum Dekanat Spittal an der Drau in der Diözese Gurk-Klagenfurt. Die Kirche und der Friedhof stehen unter Denkmalschutz (Listeneintrag).

## Geschichte
Urkundlich wurde 1565 eine Kirche genannt. 1885 wurde die Kirche restauriert. 1986 wurde die barocke Architekturpolychromie wiederhergestellt. 1995 wurde die Kirche erneut restauriert. 

## Architektur
Das Kirchenäußere zeigt ein romanisches Langhaus, wohl aus der zweiten Hälfte des 12. Jahrhunderts. Das südliche Schulterbogenportal ist mit Stabwerk profiliert. Das gotische Westportal hat einen Schulterbogen. 
Vor der Westfront steht eine hölzerne Vorlaube. Der eingezogene, etwas niedrigere Chor entstand im 14. Jahrhundert, er hat zweifach abgetreppte  Strebepfeiler und in der Chorschlusswand ein zweibahniges gotisches Maßwerkfenster. Der massige spätgotische dreigeschoßige Nordturm hat nordseitig ein kleines Schulterbogenportal zum ehemaligen Beinhaus im Turmuntergeschoß, der Turm nennt die Jahre 1515, 1521, 1523 und trägt einen mit Schindeln gedeckten Pyramidenhelm aus dem Jahr 1885.
Außen an der Chorschlusswand befindet sich eine gotische Wandmalerei aus dem Anfang des 15. Jahrhunderts. Sie zeigt einen Schmerzensmann mit Heiligen, teils von einer Grabplatte überdeckt. An der Nordseite des Chores findet sich die Wandmalerei Kreuzigung aus dem Anfang des 16. Jahrhunderts. Die Nordseite des Langhauses zeigt die Wandmalerei Ölberg aus dem Anfang des 15. Jahrhunderts. Alle Wandmalereien sind stark zerstört.
Das Kircheninnere zeigt ein dreijochiges Langhaus unter einer Flachdecke. Die hölzerne Westempore ist dreiachsig. Der Triumphbogen ist spitzbogig. Der einjochige Chor mit einem Fünfachtelschluss hat ein Kreuzrippengewölbe auf Konsolen, teils mit gotischen Kopfkonsolen und Schlusssteinen, ein Schlussstein mit einem Relief Imago Christi. Die Sakristei im Erdgeschoß des Turmes hat ein Kreuzgratgewölbe, das Sakristeiportal mit einem Schulterbogen hat eine schmiedeeiserne Tür mit frühbarocken Beschlägen.
Die Deckengemälde im Langhaus schuf Andreas Paßler im Jahr 1885; sie zeigen die Schlüsselübergabe an Petrus und in Randmedaillons Szenen aus dem Leben Mariens. Die Glasgemälde um 1800 schuf die Innsbrucker Glasmalerei Anstalt.

## Einrichtung
Die neugotische Einrichtung entstand 1885. Hochaltar, Seitenaltar, Kanzel und Statuen schuf Ferdinand Demetz aus Gröden. Der Hochaltar trägt über einem Tabernakelgiebel die Statue Maria mit Kind und im Schrein hl. Blasius links und hl. Sebastian rechts. Der rechte Seitenaltar trägt eine gotische Kreuzigungsgruppe aus dem Anfang des 16. Jahrhunderts und im 19. Jahrhundert neu gefasst. 
Die Biedermeier-Orgel nennt 1845 und 1885 und wird Georg Lackner zugeschrieben.